# نشانه نامرئی خودم
نشانه نامرئی خودم (به انگلیسی: An Invisible Sign) فیلمی محصول سال ۲۰۱۰ و به کارگردانی مارلین آگرلو است. در این فیلم بازیگرانی همچون جسیکا آلبا، جی. کی. سیمونز، کریس مسینا، بیلی مدیسن، سوفی نیویده، جان شی و جوآنا پی.آدلر ایفای نقش کرده‌اند.